# Enjoy Your Rabbit
Enjoy Your Rabbit (с англ. — «Наслаждайтесь своим кроликом») — второй студийный альбом американского автора-исполнителя и мультиинструменталиста Суфьяна Стивенса, изданный 17 сентября 2001 года на студии Asthmatic Kitty. Это цикл песен, вдохновленный животными китайского зодиака. Альбом электронной музыки был переработан и переаранжирован для струнных инструментов и выпущен в 2009 году под названием Run Rabbit Run.

## Отзывы
| Оценки критиков | Оценки критиков |
| Источник        | Оценка          |
| --------------- | --------------- |
| AllMusic        | [ 4 ]           |
| Pitchfork       | 7.7/10          |

Альбом получил в целом положительные отзывы музыкальных критиков и интернет-изданий. Майкл Крамшо из Dusted назвал её «отличной пластинкой», отметив способность Стивенса «создавать мелодии, которые поднимают настроение, запоминаются», но критически заметил, что «еще предстоит увидеть, узнает ли Суфьян, что самый продуманный путь из точки А в точку Б не обязательно является самым лучшим». Джейсон Ники из Pitchfork положительно отозвался о Enjoy Your Rabbit как о «полностью реализованном произведении» и отметил, что «с нетерпением ждет, куда Стивенс пойдет дальше». Пишущий также для AllMusic, Ники отметил, что альбом «открывает широкую музыкальную территорию… в процессе вызывая удивительный спектр настроений».

## Список композиций
Слова и музыка всех песен — Sufjan Stevens.
| №                   | Название                    | Длительность |
| ------------------- | --------------------------- | ------------ |
| 1.                  | «Year of the Asthmatic Cat» | 0:24         |
| 2.                  | «Year of the Monkey»        | 4:20         |
| 3.                  | «Year of the Rat»           | 8:22         |
| 4.                  | «Year of the Ox»            | 4:01         |
| 5.                  | «Year of the Boar»          | 3:55         |
| 6.                  | «Year of the Tiger»         | 4:24         |
| 7.                  | «Year of the Snake»         | 6:47         |
| 8.                  | «Year of the Sheep»         | 3:34         |
| 9.                  | «Year of the Rooster»       | 6:24         |
| 10.                 | «Year of the Dragon»        | 9:26         |
| 11.                 | «Enjoy Your Rabbit»         | 4:47         |
| 12.                 | «Year of the Dog»           | 4:52         |
| 13.                 | «Year of the Horse»         | 13:18        |
| 14.                 | «Year of Our Lord»          | 4:30         |
| Общая длительность: | Общая длительность:         | 79:04        |